# Endumeni
Endumeni (officieel Endumeni Local Municipality) is een gemeente in het Zuid-Afrikaanse district Umzinyathi.
Endumeni ligt in de provincie KwaZoeloe-Natal en telt 65.000 inwoners. Het gemeentebestuur is gevestigd in de stad Dundee.

## Hoofdplaatsen
Het nationaal instituut voor de statistiek, Stats SA, deelt sinds de census 2011 deze gemeente in in 8 zogenaamde hoofdplaatsen (main place):
Bloed Rivier • Dundee • Endumeni NU • Glencoe • KwaTelapi • Ruigtefontein • Stratford • Wasbank.